# فا مرتفع كبير

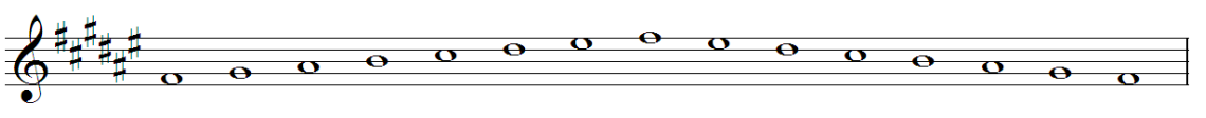
سلم فا مرتفع كبير صعوداً وهبوطاً

فا مرتفع كبير (F-sharp major) هو سلم موسيقي كبير يتألف من الدرجات الموسيقية فا المرتفعة ♯F، صول المرتفعة ♯G، لا المرتفعة ♯A، سي B، دو المرتفعة ♯C، ري المرتفعة ♯D، مي المرتفعة ♯E، وينتهي بمفتاح فا المرتفعة ♯F، وذلك على الترتيب التالي من اليسار إلى اليمين:
♯F♯, G♯, A♯, B, C♯, D♯, E♯, F
يحوي سلم فا مرتفع الكبير على ست إشارات رفع، واحدة على الفا وواحدة على الصول وواحدة على اللا وواحدة على الدو وواحدة على الري وواحدة على المي.
إن المفتاح الموسيقي القريب له على السلم الصغير هو ري مرتفع صغير، أما المفتاح الموسيقى الموازي فهو فا مرتفع صغير.